# ماريوس ستيفانيسكو
ماريوس ستيفانيسكو (بالرومانية: Marius Ștefănescu)‏ هو لاعب كرة قدم روماني في مركز الهجوم، ولد في 14 أغسطس 1998 في رومانيا. لعب مع Sepsi OSK Sfântu Gheorghe ‏.

## وصلات خارجية
- ماريوس ستيفانيسكو على موقع قاعدة بيانات كرة القدم.إي يو (الإنجليزية)
- ماريوس ستيفانيسكو على موقع Soccerway.com (الإنجليزية)